# Благословенське Лісничество
Благослове́нське Лісни́чество (рос. Благословенское Лесничество) — селище у складі Оренбурзького району Оренбурзької області, Росія.

## Населення
Населення — 41 особа (2010; 42 у 2002).
Національний склад (станом на 2002 рік):
- росіяни — 72 %